# Gisela Reichmann
Gisela Reichmann (* 23. Jänner 1897 in Wien; † nach 1924) war eine österreichische Eiskunstläuferin, die im Einzellauf startete. 
Reichmann wurde im Jahr 1913 in Prag die erste österreichische Meisterin im Eiskunstlauf der Damen. 1917 und 1918 errang sie in Wien diesen Titel erneut. Sie nahm an drei Weltmeisterschaften teil. Bei der letzten Weltmeisterschaft vor dem Ersten Weltkrieg wurde sie 1914 Fünfte. Bei der Weltmeisterschaft 1923 in Wien wurde sie Vize-Weltmeisterin hinter ihrer Landsfrau Herma Szabó. Ihre letzte Weltmeisterschaft bestritt sie ein Jahr später, 1924 in Oslo, und verpasste als Vierte eine erneute Medaille nur knapp. 

## Ergebnisse
| Wettbewerb / Jahr               | 1913 | 1914 | 1917 | 1918 | 1923 | 1924 |
| ------------------------------- | ---- | ---- | ---- | ---- | ---- | ---- |
| Weltmeisterschaften             |      | 5.   |      |      | 2.   | 4.   |
| Österreichische Meisterschaften | 1.   |      | 1.   | 1.   | 2.   |      |